# إغوانا زرقاء
الإغوانا الزرقاء أو الإغوانا جراند كايمان من الأنواع المهددة بالانقراض من سحليه من جنس سيكلورا المستوطنه في جزيرة كايمان الكبرى.التي سبقت الإشارة إليها باعتبارها نوع من أنواع الإغوانا الكوبي، أعيد تصنيفها على أنها نوع مستقل بسبب الاختلافات الوراثية التي اكتُشف من اربع سنوات سابقه في عام 2004. الإغوانا الزرقاء هي واحدة من أطول الأنواع الحيه من سحليه (ربما تصل إلى 69 سنة). الرقم القياسي هو 67 عاما.
الإغوانا الزرقاء تفضل أن يكون مسكنها في الاماكن الصخرية والمضاءة بنور الشمس، والمناطق المفتوحة في الغابات الجافة أو بالقرب من الشاطئ، كما أن الإناث تحفر ثقوب في الرمال لتضع بيضها في شهري يونيو. وضعت A القابض الثانية المحتملة في شهر سبتمبر.النظام الغذائي للإغوانا الزرقاء نباتي يشمل النباتات والفواكه والزهور. تلوينها منه هو تان أو اسمر إلى رمادي مزرق مع المدلى بها التي هي أكثر وضوحا خلال موسم التكاثر وأكثر من ذلك في الذكور. أنها كبيرة وثقيلة جسديا مع قمة ظهريه من العمود الفقري قصيره تمتد من قاعدة العنق إلى نهاية الذيل. سجل الحفريات يدل على أن الإغوانا الزرقاء كانت وفيرة قبل الاستعمار الأوروبي، ولكن تظل أقل من 15 حيوان متبقيه في البرية بحلول عام 2003، وكان من المتوقع ان هذه الفئة البرية من السكان لتصبح منقرضة خلال العقد الأول من القرن 21. بصفة اساسية يقودها انخفاض الأنواع من قبل الافتراس من قبل الحيوانات الأليفة الضالة مثل (القطط والكلاب) وبشكل غير مباشر بسبب تدمير بيئتها الطبيعية كما يتم تحويل مزارع الفاكهة إلى المراعي لرعي الماشية. منذ عام 2004، تم إطلاق سراح المئات من الحيوانات المهجنة داخل محافظة جراند كايمان التي تديرها شراكة برئاسة وحماية الحياة الفطرية، الثقة دوريل، في محاوله لإنقاذ الأنواع. وتعمل خمسة على الأقل من المنظمات غير الهادفة للربح مع حكومة جزر كايمان لضمان بقاء الإغوانا الزرقاء.